# Pallacanestro Virtus Roma 1987-1988
Formazione della Pallacanestro Virtus Roma 1987-1988.
1987/88
| 4  | Stati Uniti (bandiera) | Larry Wright        |
| 5  | Italia (bandiera)      | Massimo Bastianelli |
| 6  | Italia (bandiera)      | Tiziano Lorenzon    |
| 7  | Italia (bandiera)      | Roberto Paliani     |
| 8  | Italia (bandiera)      | Carlo Della Valle   |
| 9  | Italia (bandiera)      | Stefano Bechini     |
| 11 | Italia (bandiera)      | Fulvio Polesello    |
| 12 | Italia (bandiera)      | Stefano Teso        |
| 14 | Italia (bandiera)      | Marco Ricci         |
| 15 | Stati Uniti (bandiera) | Mike Bantom         |
|    | Italia (bandiera)      | Emiliano Busca      |
|    | Italia (bandiera)      | Sandro Cherubini    |
|    | Stati Uniti (bandiera) | Lorenzo Romar       |

- Allenatore: Giuseppe Guerrieri
- Presidente: Eliseo Timò